# Briseur (Moyen-âge)
Le briseur (ou briseur de sel) est un officier du Moyen Âge et de l'Ancien Régime (généralement municipal), chargé de rompre « les  masses de sel amalgamées et durcies par l’humidité pendant le transport ». Il officie sur les ports et dans les greniers portuaires (notamment sur celui de Paris) avant le mesureur et les transporteurs.

## Étymologie
Le terme briseur apparait dès le XIIe siècle sous la forme brisiere. Il est issu du verbe latin brisare (latin populaire) lui-même d'origine gauloise.